# بیمارستان مریدن
بیمارستان مریدن(به انگلیسی: The Meriden Hospital) یک بیمارستان خصوصی می‌باشد که توسط شرکت مراقبتهای بهداشتی BMI اداره می‌شود. این بیمارستان در مجاورت بیمارستان دانشگاه کاونتری در ناحیه ولسگریو در شهر کاونتری انگلستان واقع شده است.

این بیمارستان دارای ۵۲ اتاق بیمار، ۱۵اتاق مشاوره سرپایی، ۳اتاق عمل اصلی، بخش آندوسکوپی٬رادیولوژی و فیزیوتراپی می‌باشد. در این مرکز از فعالیتهای درمانی ساده گرفته تا جراحی‌های پیچیده انجام می‌گیرد.